# Municipio de Enstrom
El municipio de Enstrom (en inglés: Enstrom Township) es un municipio ubicado en el condado de Roseau en el estado estadounidense de Minnesota. En el año 2010 tenía una población de 455 habitantes y una densidad poblacional de 4,89 personas por km².

## Geografía
El municipio de Enstrom se encuentra ubicado en las coordenadas 48°51′9″N 95°33′27″O / 48.85250, -95.55750. Según la Oficina del Censo de los Estados Unidos, el municipio tiene una superficie total de 93.09 km², de la cual 93,07 km² corresponden a tierra firme y (0,02 %) 0,02 km² es agua.

## Demografía
Según el censo de 2010, había 455 personas residiendo en el municipio de Enstrom. La densidad de población era de 4,89 hab./km². De los 455 habitantes, el municipio de Enstrom estaba compuesto por el 92,97 % blancos, el 0,88 % eran afroamericanos, el 1,76 % eran amerindios, el 0,22 % eran asiáticos, el 0,44 % eran de otras razas y el 3,74 % eran de una mezcla de razas. Del total de la población el 2,2 % eran hispanos o latinos de cualquier raza.